# R.G. Armstrong
Robert Golden Armstrong Jr. (ur. 7 kwietnia 1917 w Birmingham, zm. 27 lipca 2012 w Studio City w Los Angeles) – amerykański aktor filmowy i telewizyjny.

## Życiorys
Początkowo występował na Broadwayu. Pierwszą rolę kinową zagrał w filmie Garden of Eden. Kojarzony jest głównie z westernami.

## Filmografia
- Garden of Eden (1954) jako J. Randolph Latimore
- Z piekła do Teksasu (1958) jako łowca Boyd
- Never Love a Stranger (1958) jako Flix
- No Name on the Bullet (1959) jako Asa Canfield
- Jak ptaki bez gniazd (1959) jako szeryf Jordan Talbott
- Ten Who Dared (1960) jako Oramel Howland
- Strzały o zmierzchu (1962) jako Joshua Knudsen
- He Rides Tall (1964) jako Josh McCloud
- Major Dundee (1965) jako wielebny Dahlstorm
- El Dorado (1966) jako Kevin McDonald
- Tiger by the Tail (1968) jako Ben Holmes
- The McMasters (1970) jako Watson
- Angels Die Hard (1970) jako Mel
- Ballada o Cable’u Hogue’u (1970) jako Quittner
- The Final Comedown (1972) jako pan Freeman
- Wielki napad w Minnesocie (1972) jako Clell Miller
- Gentle Savage (1973) jako Rupert Beeker
- Running Wild (1973) jako Bull
- Biała błyskawica (1973) jako Big Bear
- Nazywam się Nobody (1973) jako Uczciwy John
- Pat Garrett i Billy Kid (1973) jako Bob Ollinger
- The Legend of Hillbilly John (1974) jako Bristowe
- Gorączka białej linii (1975) jako oskarżyciel
- Boss Nigger (1975) jako burmistrz
- Wyścig z diabłem (1975) jako szeryf Taylor
- Mean Johnny Barrows (1976) jako Richard
- Niedosyt (1976) jako Thor Erickson
- Paczka (1977) jako Cobb
- Samochód (1977) jako Amos
- Niebiosa mogą zaczekać (1978) jako dyrektor naczelny
- Texas Detour (1978) jako szeryf
- The Legend of the Golden Gun (1979) jako sędzia Harrison Harding
- Wyścig Charliego (1979) jako Al Barber
- Tam wędrują bizony (1980) jako sędzia Simpson
- Evilspeak (1981) jako Sarge
- W poszukiwaniu D.B. Coopera (1981) jako Dempsey
- Wcielenie (1982) jako dr Schoonmaker
- Opowieści Hammetta (1982) jako O’Mara
- Samotny wilk McQuade (1983) jako T. Tyler
- Dzieci kukurydzy (1984) jako Diehl
- Red-Headed Stranger (1986) jako szeryf Reese Scoby
- Kanciarze (1986) jako  Bettlebom
- Predator (1987) jako generał Phillips
- Ghetto Blaster (1989) jako Curtis
- Dick Tracy (1990) jako Pruneface
- Zniewolenie (1996) jako Sam Logan
- Przedsionek piekła (1996) jako woźnica dyliżansu
- The Waking (2001) jako Edward Sloan